# Promysłowka
Promysłowka (ros. Промысловка) – wieś w Rosji, w obwodzie astrachańskim, w rejonie limańskim. W 2021 liczyła 1464 mieszkańców.